# Caractères (émission littéraire)
Pour les articles homonymes, voir Caractère.
Caractères est une émission de télévision littéraire française bimensuelle thématique présentée par Cyrille Eldin, le lundi soir, à 22h40, sur Canal+, assisté de booktubeurs[style à revoir].

## Histoire
| Saison 1 | Présentateur  | Episode 1                                                    |
| Saison 1 | Cyrille Eldin | Charlotte Milandri (blogueuse) - L'insatiable Charlotte      |
| Saison 1 | Cyrille Eldin | Nathan Levêque (booktubeur) - Le cahier de lecture de Nathan |
| Saison 1 | Cyrille Eldin | Audrey Tribot (booktubeuse) - Le souffle des mots            |

## Episode 1: Le voyage
Le thème de l'épisode 1 concerne le voyage.

### Invités
- Yann Queffélec
- Marc Levy
- Marguerite Abouet
- Catherine Frot

### Musique
- Générique : Étoile noire

## Audiences

### Saison 1
| Émission   | Date         | Présentateur  | Audience téléspectateurs | PDA |
| ---------- | ------------ | ------------- | ------------------------ | --- |
| Caractères | 29 mars 2021 | Cyrille Eldin |                          |     |